# Molgula gigantea
Molgula gigantea är en sjöpungsart som först beskrevs av William Abbott Herdman 1881.  Molgula gigantea ingår i släktet Molgula och familjen kulsjöpungar.
Artens utbredningsområde är Södra Ishavet. Inga underarter finns listade i Catalogue of Life.